# Ompton
 (janvier 2024).
Ompton est un village du Nottinghamshire, en Angleterre.